# Peter Zumthor
Peter Zumthor (Basileia, 26 de abril de 1943) é um arquiteto suíço, agraciado com o Prémio Pritzker de 2009. Seu trabalho é descrito como descompromissado e minimalista.
Filho de um marceneiro, Zumthor aprendeu carpintaria em idade precoce. Estudou no Pratt Institute em Nova Iorque na década de 1960. Trabalhou em muitos projectos de conservação, dando-lhes uma maior compreensão da construção e das qualidades de diferentes materiais de construção tradicional.
Em 1989 recebeu a Medalha de Ouro Heinrich Tessenow, da fundação Heinrich Tessenow Gesellschaft e V. (Alfred Toepfer Stiftung F.V.S.). Em 1998 recebeu o Prémio de Arquitetura Carlsberg pelos seus trabalhos no Kunsthaus Bregenz em Bregenz, na Áustria e Turismo em Vals, Suíça. Zumthor leccionou no Instituto de Arquitetura do Sul da Califórnia em Los Angeles, na Universidade Técnica de Munique, na Academia de Arquitetura Mendrisio, na Università della Svizzera Italiana, e no Harvard Graduate School of Design.
Zumthor trabalha atualmente no seu estúdio, que fundou em 1979, na cidade de Haldenstein, Suíça.

## Obras selecionadas
- 1983 Escola em Churwalden, Churwalden, Graubünden, Suíça.
- 1983 Casa Räth, Haldenstein, Graubünden, Suíça.
- 1986 Abrigos para um sítio arqueológico Romano, Chur, Graubünden, Suíça.
- 1986 Atelier Zumthor, Haldenstein, Graubünden,  Suíça.
- 1989 Capela Saint Benedict, Sumvitg, Graubünden, Suíça.
- 1990 Museu de Arte Chur, Graubünden, Suíça.
- 1993 Residências para a terceira idade, Masans, Chur, Graubünden, Suíça.
- 1994 Gugalun House, Versam, Graubünden, Suíça.
- 1996 Habitação em Spittelhof, Biel-Benken, Basel, Suíça.
- 1996 Therme Vals, Vals, Graubünden, Suíça.
- 1997 Art Museum Bregenz, Bregenz, Vorarlberg, Áustria.
- 1997 Topography of Terror, International Exhibition and Documentation Centre, Berlim, Alemanha, construído parcialmente, abandonado, demolido em 2004.
- 1997-2000 Pavilhão da Suíça EXPO 2000, Hanôver, Alemanha.
- 1997 Moradia em Küsnacht am Zürichsee Küsnacht, Suíça.
- 1997 Lichtforum Zumtobel Staff, Zurique, Suíça.
- 1999 Cloud Rock Wilderness Lodge Moab.
- 2007 Bruder Klaus Kapelle
- 2007 Kolumba - Erzbischöfliches Diözesanmuseum, Colónia (Köln), Alemanha.
- 2010 Meelfabriek, Leiden, Holanda.
- 2009 Casas em madeira para Annalisa e Peter Zumthor, Unterhus and Oberhus, Vals, Leis, Suíça.
- 2011 Pavilhão na Serpentine Gallery, Londres, Reino Unido.
- 2012 Secular Retreat, South Devon, Reino Unido, em obra.

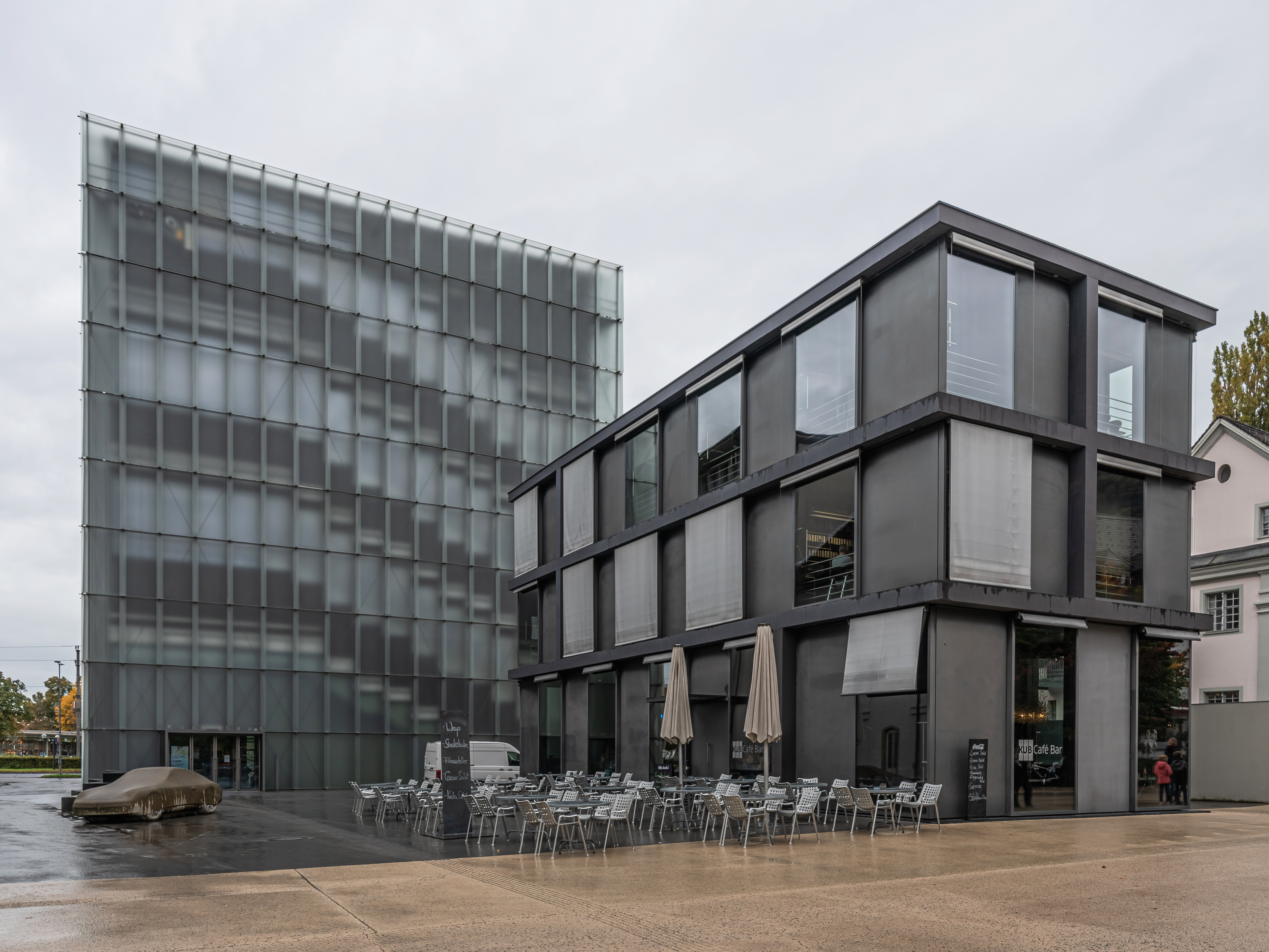
Kunsthaus Bregenz
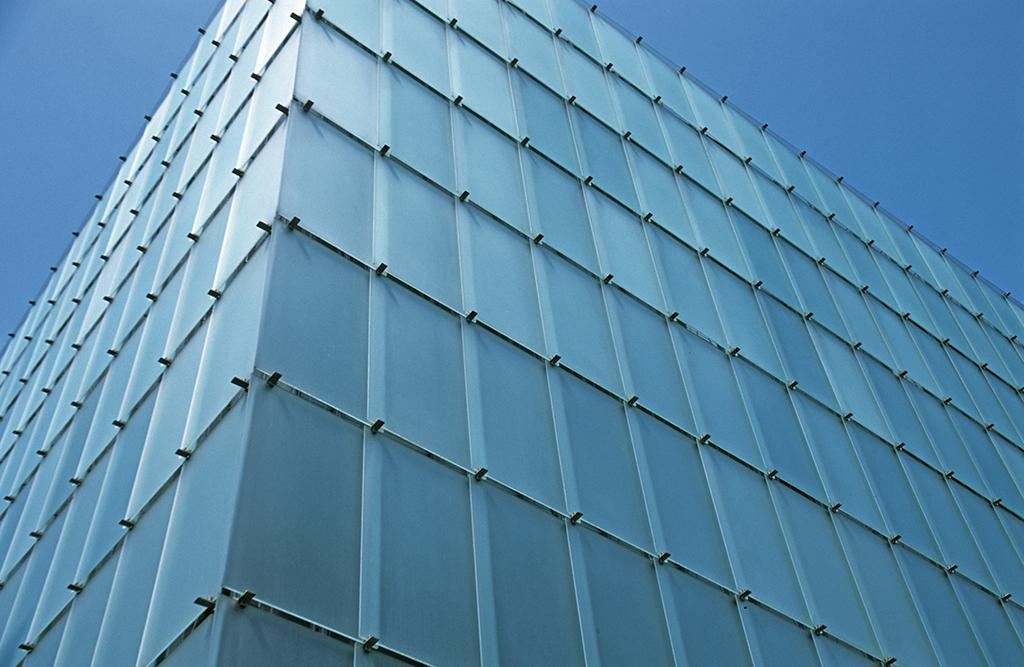
Kunsthaus Bregenz, fachada em vidro
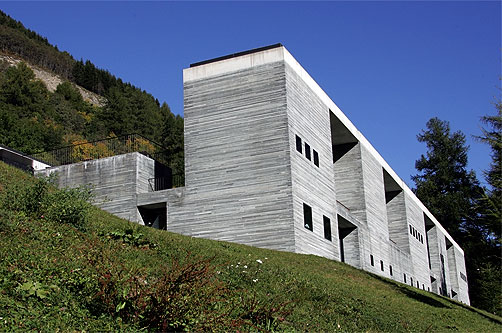
Therme Vals
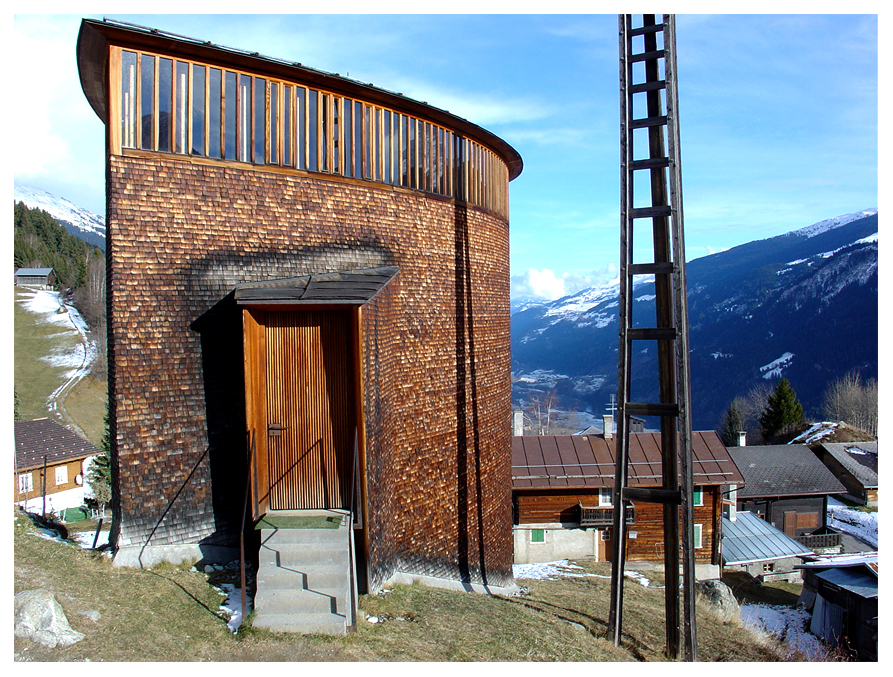
Capela St. Benedict
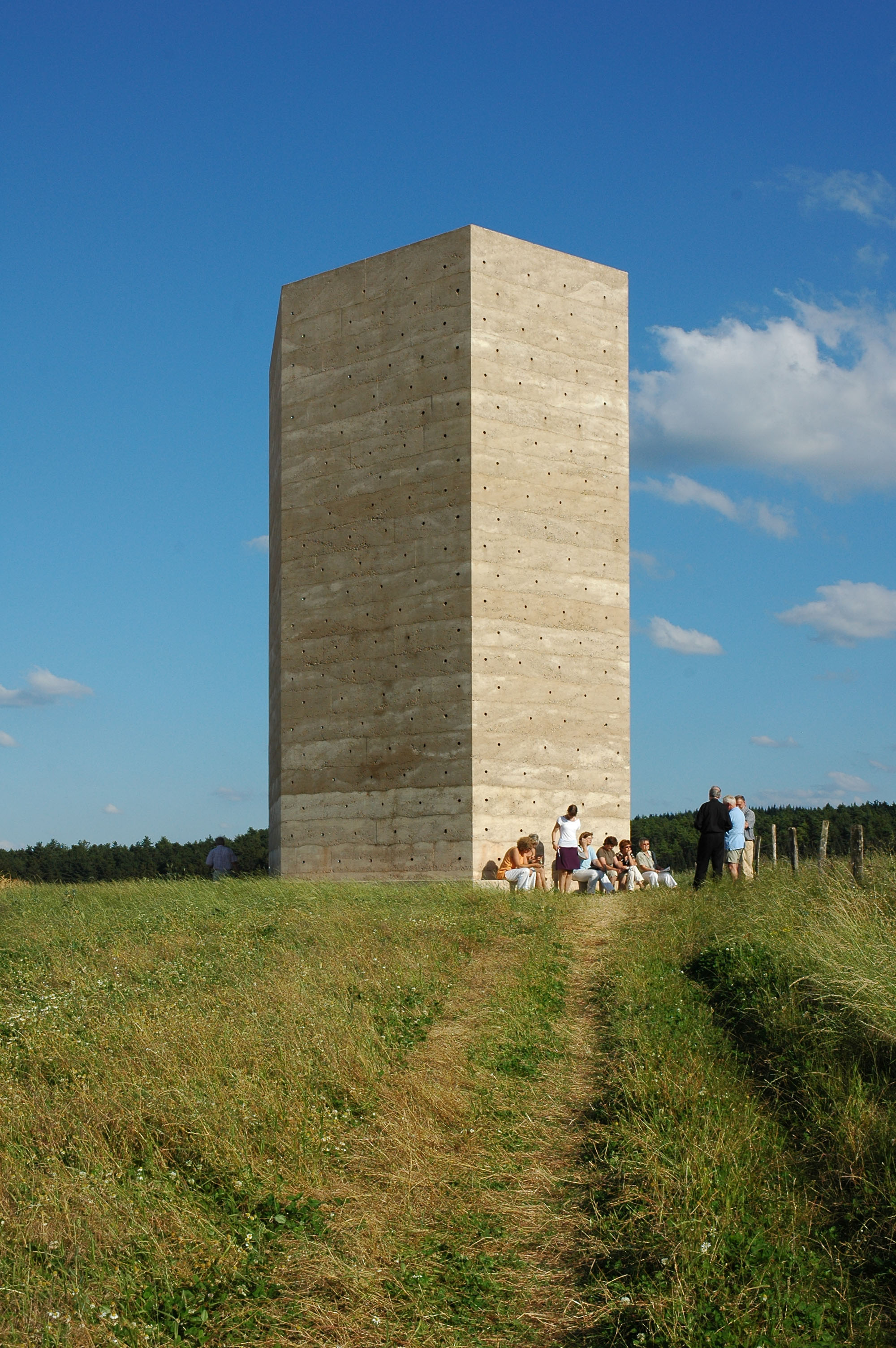
Capela Bruder Klaus
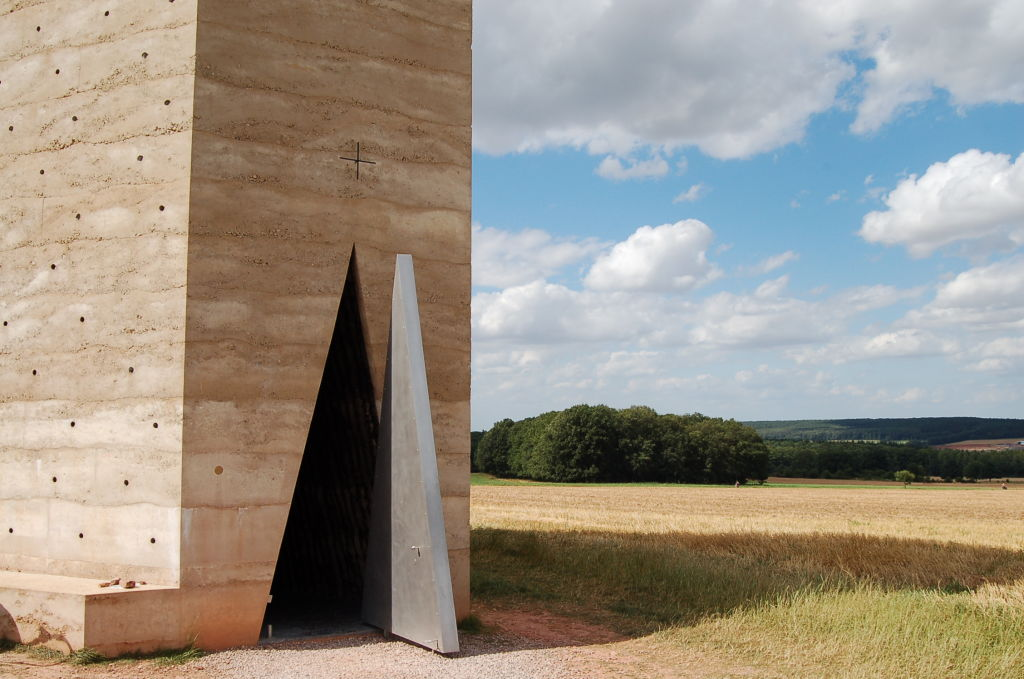
Capela Bruder Klaus
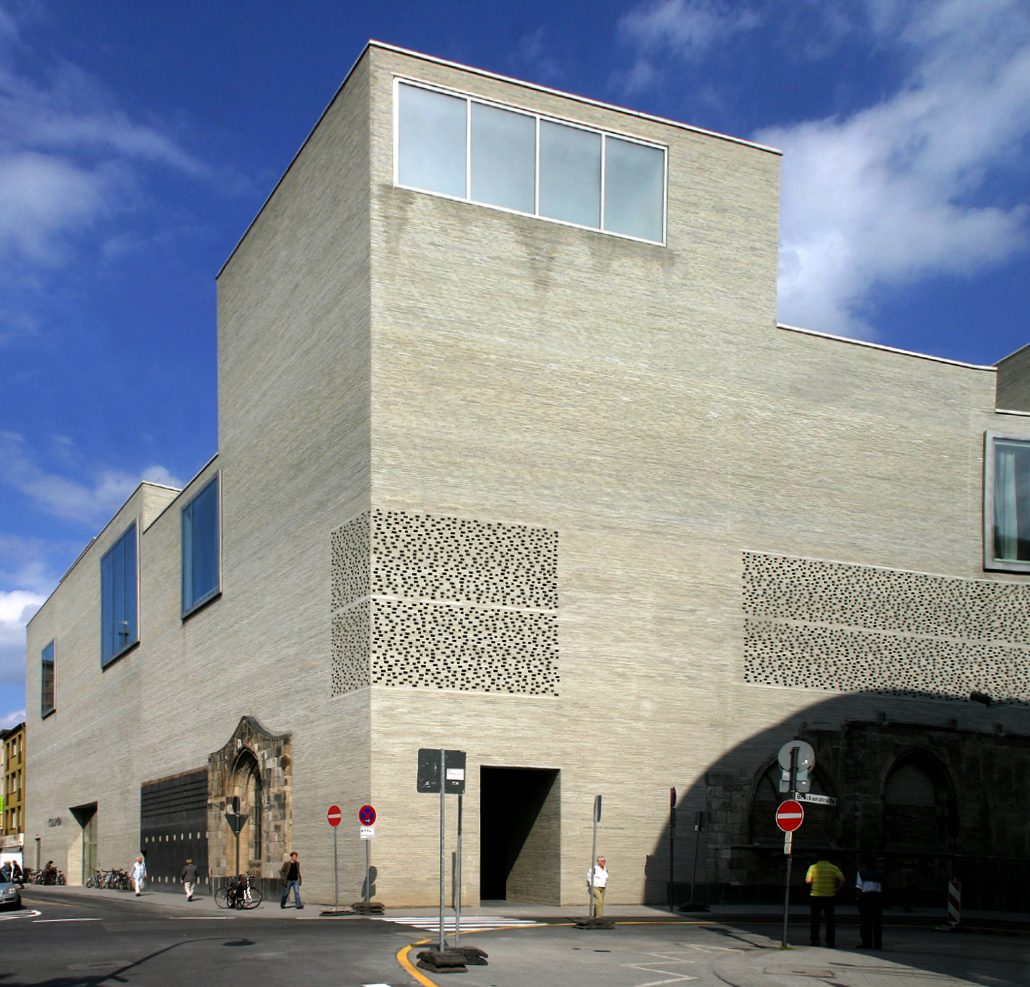
Kolumba - Erzbischöfliches Diözesanmuseum
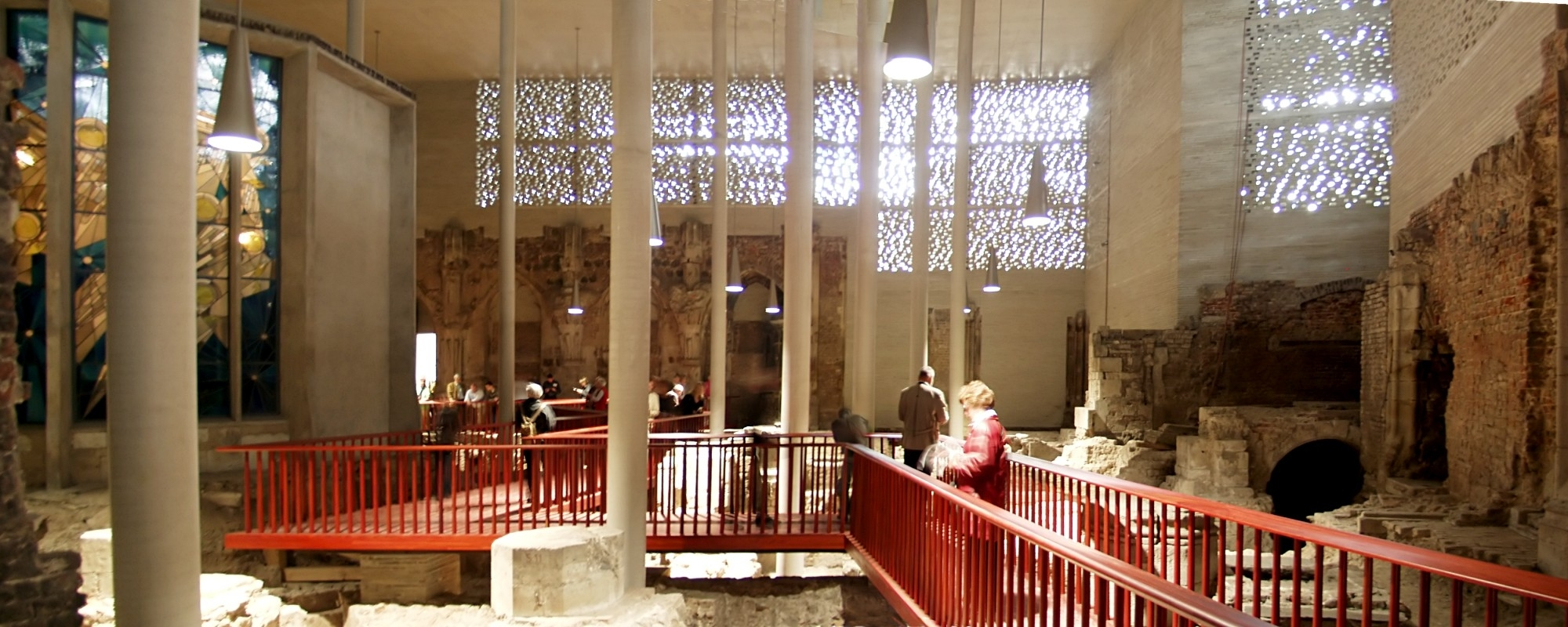
Kolumba - Diözesanmuseum (interior)

## Prémios principais
Prémio de arquitetura Carlsberg, Copenhaga, 1998; Prémio Mies van der Rohe para arquitetura europeia (por Kunsthaus Bregenz), 1999; Medalha de arquitetura da Fundação Thomas Jefferson, Universidade de Virginia, 2006; Spirit of Nature Wood Architecture Award, Wood in Culture Association, Finlândia, 2006; Prémio Meret Oppenheim, Federal Office of Culture, Suíça, 2006; Prémio Imperiale, Japan Art Association, 2008; Prémio de Arquitetura Alemã DAM (pelo Museu Kolumba), Colónia, 2008; Prémio Pritzker de Arquitetura, The Hyatt Foundation, 2009; Prémio Daylight, Fundação Velux, 2010.